# Mericisca macguffini
Mericisca macguffini là một loài bướm đêm trong họ Geometridae.